# Engodactylactis
Engodactylactis is een geslacht van neteldieren uit de klasse van de Anthozoa (bloemdieren).

## Soort
- Engodactylactis formosa (Gravier, 1920)